# Mihai Mocanu
Mihai Mocanu (Konstanca, 1942. február 24. – Konstanca, 2009. június 18.) román válogatott labdarúgó.

## Pályafutása

### A válogatottban
1966 és 1971 között 33 alkalommal szerepelt a román válogatottban. Részt vett az 1970-es világbajnokságon.

## Sikerei, díjai
Petrolul Ploiești
- Román bajnok (1): 1965–66

Omónia Lefkoszíasz
- Ciprusi bajnok (1): 1973–74
- Ciprusi kupa (1): 1973–74